# Brama Mikołajska we Wrocławiu

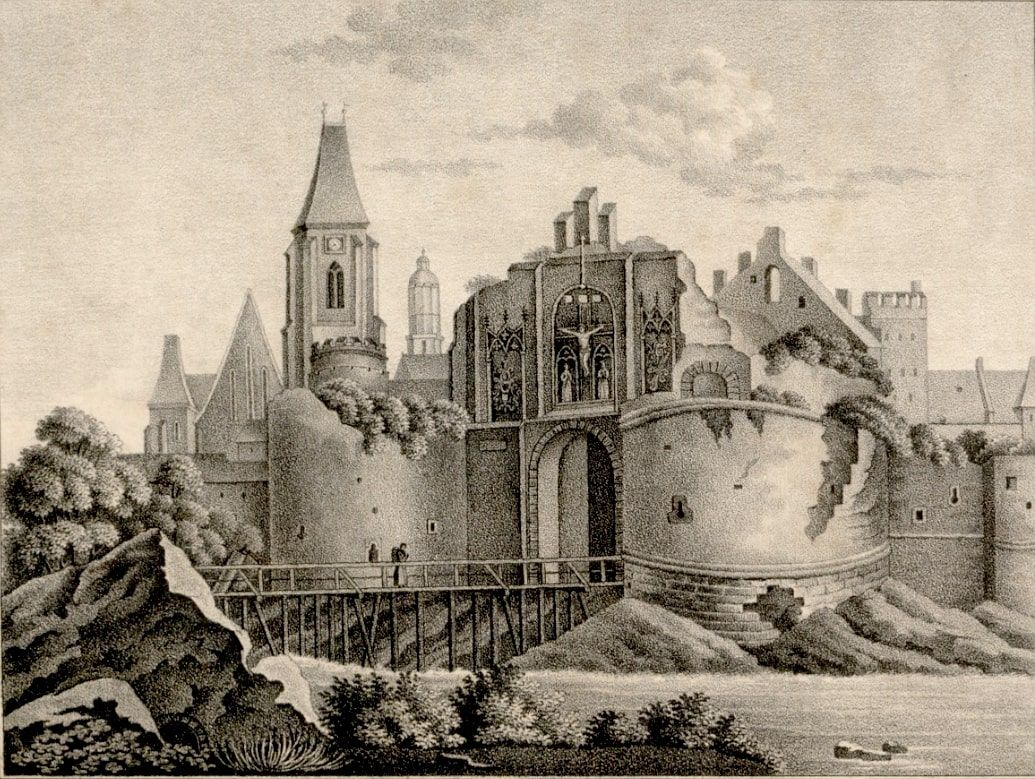
Ruiny Bramy Mikołajskiej we Wrocławiu 1841

Brama Mikołajska (niem. Nikolai Tor) – brama w fortyfikacjach miejskich Wrocławia, na prowadzącej z miasta na zachód Szosie Berlińskiej (Berliner Chaussee). Zlokalizowana była u zbiegu dzisiejszych ulic Ruskiej i św. Mikołaja, w miejscu, gdzie dziś znajduje się plac Jana Pawła II. Zburzona w 1820 roku; relikty bastionu bramy Mikołajskiej i murów obronnych zostały wpisane do rejestru zabytków nieruchomych województwa dolnośląskiego.

## Historia

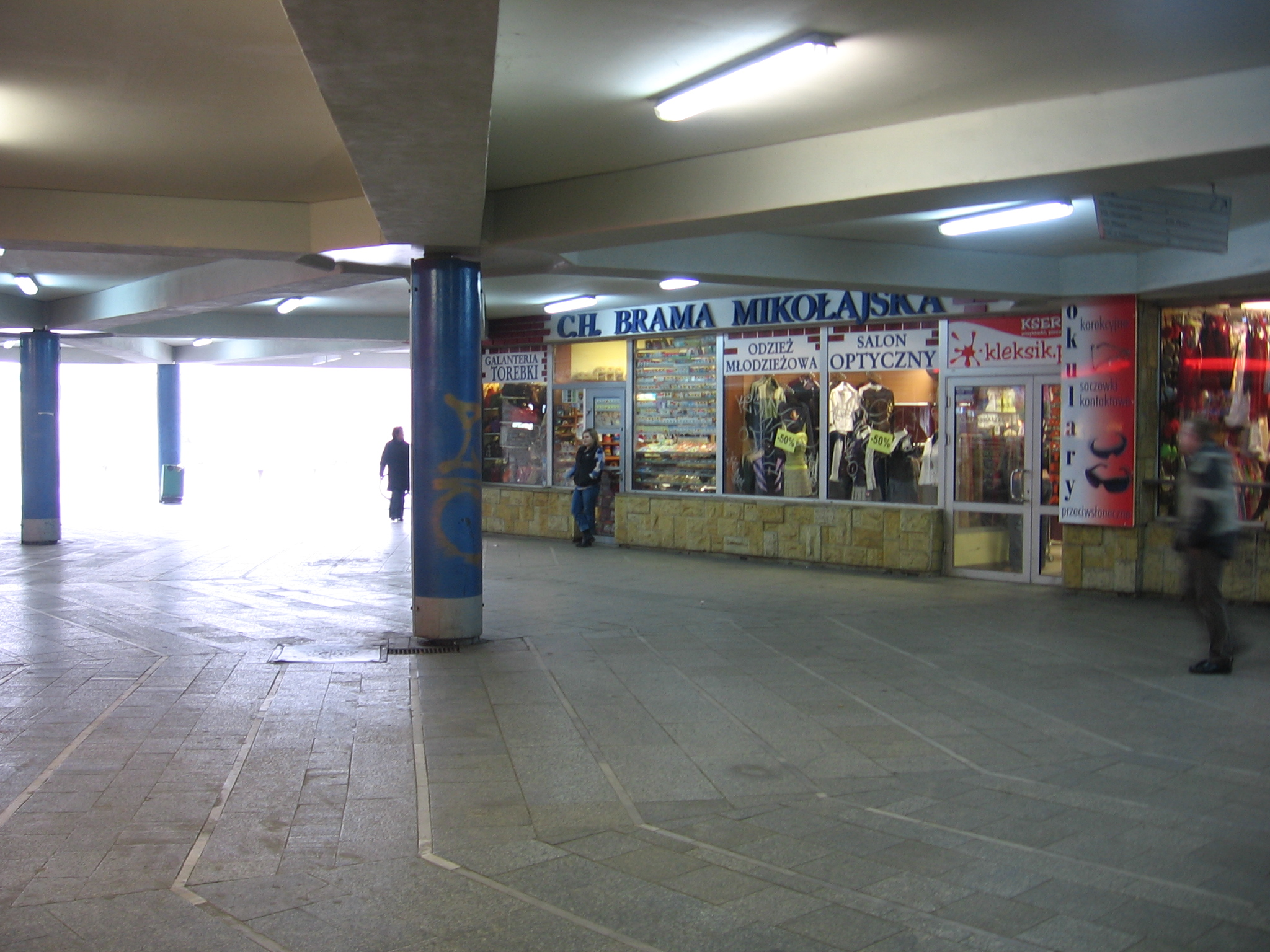
nazwa sklepu w przejściu podziemnym - jedyny widoczny relikt po Bramie Mikołajskiej

W średniowieczu z centrum Wrocławia na zachód prowadziły dwie bramy w linii murów wewnętrznych biegnących wzdłuż ówczesnej fosy wewnętrznej na nieistniejącej już dziś Czarnej Oławie. Była to Brama Ruska na trakcie wiodącym dzisiejszą ulicą Ruską i wewnętrzna Brama Mikołajska w trakcie dzisiejszej ulicy św. Mikołaja. 250 metrów na zachód od linii murów wewnętrznych trakty Ruski i Mikołajski zbiegają się: w tym miejscu, w linii zewnętrznych fortyfikacji nad nową Fosą Miejską powstała nowa, wzmiankowana w XIV wieku Brama Mikołajska, zastępując Ruską i starą Mikołajską.
Nowa Brama Mikołajska uzyskała w 1427 powiększone przedbramie, a w latach 1479–1503 zbudowano obok niej dwie basteje: 4-kondygnacyjną od strony południowej i mniejszą od strony północnej. Od tego czasu brama i towarzyszące jej fortyfikacje kilkakrotnie jeszcze uzupełniano i rozbudowywano, aż do oblężenia miasta w okresie wojen napoleońskich (1806), kiedy uległa ona znacznym uszkodzeniom. Na polecenie Francuzów w 1807 przystąpiono do likwidacji fortyfikacji miejskich. Brama Mikołajska miała być rozebrana jako jedna z pierwszych, ale w rezultacie protestów mieszczan prace rozbiórkowe wstrzymano. Rosnące potrzeby komunikacyjne miasta, które dzięki likwidacji murów zaczęło bardzo szybko się rozrastać spowodowały jednak, że wkrótce likwidacja Bramy Mikołajskiej stała się koniecznością – zburzono ją ostatecznie między 1817 a 1820, a na jej miejscu w 1822 przerzucono przez Fosę Miejską – nowoczesny na owe czasy – żeliwny Most Królewski. Kamienne gotyckie reliefy z lat 1480–90 pochodzące z elewacji bramy, przedstawiające scenę ukrzyżowania i kartusze herbowe, wmurowano jako spolia w budowany w innym rejonie miasta kościół św. Urszuli i Jedenastu Tysięcy Dziewic.
Podziemny przebieg fundamentów Bramy Mikołajskiej i towarzyszących jej budowli zachował się w przejściu podziemnym pod placem Jana Pawła II. Relikty bastionu bramy Mikołajskiej i murów obronnych zostały wpisane 21 grudnia 1979 roku do rejestru zabytków nieruchomych województwa wrocławskiego (nr rej. A/2654/408/Wm).